# Alison Goldfrapp
Alison Elizabeth Margaret Goldfrapp, cunoscută ca Alison Goldfrapp n. 13 mai 1966, Greater London, Anglia, Regatul Unit este un muzician și producător muzical englez, cea mai bine cunoscută ca fiind vocalista duetului de muzică electronică Goldfrapp.

## Biografie

### Viață timpurie
Alison Goldfrapp s-a născut în 1966 în Enfield, London, ca mezina dintre șase copii ai familiei. Mama sa era cadru medical. Tatăl său, Nick, care fusese anterior ofițer în armata britanică, lucra în industria publicitară. Numele de familie Goldfrapp, de origine germană, indică descendența germană prin tatăl viitoarei artiste muzicale. Familia s-a mutat adesea în timpul copilăriei sale, stabilindu-se cândva în Alton, comitatul Hampshire, unde Alison a urmat școala „alternativă” Alton Convent School.Fiind talentată, a cântat în corul școlii, făcând ulterior remarca că i-a făcut plăcere să frecventeze o școală de viitoare maici. La 12 ani, a trebuit să schimbe școala datorită netrecerii examenelor, urmând după aceea o școală locală, Amery Hill School. S-a mutat la Londra la vârsta de 16 ani, pentru ca ulterior să termine Universitatea din Middlesex University, unde a studiat artele frumoase și medii mixte.

## Calități artistice

### Voce
| “ | Vocea lui Goldfrapp - eterică, din afara acestei lumi, dar mereu umană - rămâne o variabilă constantă, legătura care captează toate încarnările disparate, dar la fel de captivante ale [artistei]. | ” |

— Criticul muzical Sal Cinquemani, de la Slant Magazine descriind vocea cântăreței Alison Goldfrapp într-un articol recenzie al albumului muzical Head First —
"Goldfrapp's voice—ethereal, otherworldly, but always human—remains a constant variable, the cord that connects all of Goldfrapp's disparate, but equally captivating, incarnations." 

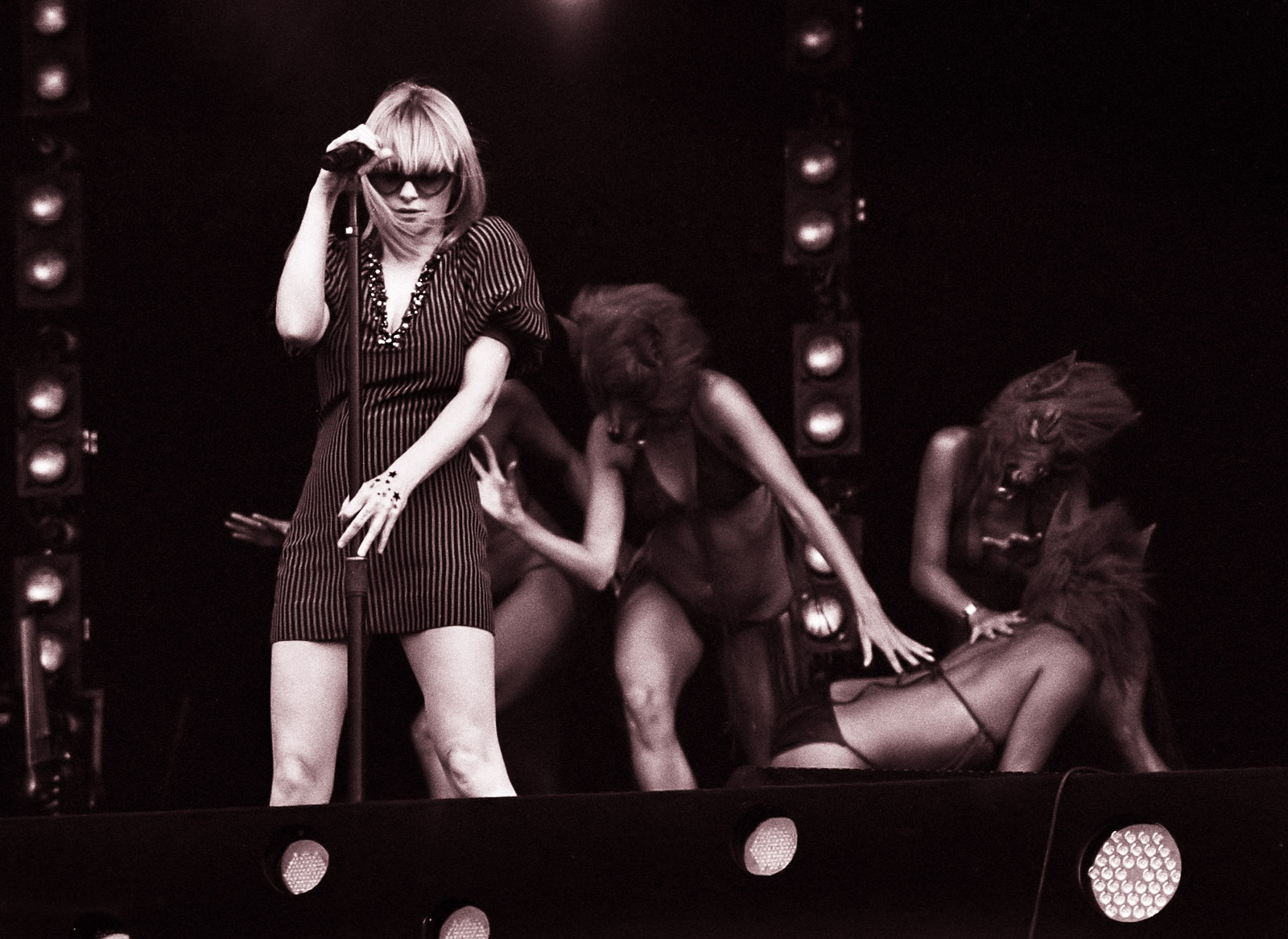
Goldfrapp în timpul performanței sale la Wireless Festival, Londra 2006

Goldfrapp are o voce expansivă, versatilă, educată, complexă, din spectrul vocal al sopranelor. Datorită acestor calități, native dar și educate ale vocii sale, Alison demonstrează adesea calități operatice, particular dovedite în albumul de debut ale grupului omonim, Goldfrapp, intitulat Felt Mountain și cu precădere în cântecele "Utopia" și "Pilots". Modul în care artista livrează cântecele sale, interpretate într-un stil mult mai contemporan, precum și vocea au fost caracterizate ca „tăind respirația”, „sufocant de pasionate”, „eterice” și „surprinzătoare”.
De asemenea, Goldfrapp a fost adesea apreciată pentru versatilitatea sa vocală, fiind capabilă de a o „metamorfoza” realmente pentru a se adapta diferitelor genuri muzicale, printre care se pot menționa folk, pop, muzică cultă, dance, trip hop și electronica, genuri pe care le-a practicat de-a lungul întregii sale cariere. În afara ambitusului său excepțional, de cinci octave, Goldfrapp a fost remarcată pentru utilizarea unui vocoder, cu care își poate altera vocea pentru a se adapta stilului materialului vocal pe care trebuie să-l interpreteze, așa cum a fost în cântecul Lovely Head. Vocal, Goldfrapp a fost adesea comparată cu Marlene Dietrich, Siouxsie Sioux, Björk, Kate Bush și Cocteau Twins.